# アバウト
| ウィキペディアには「アバウト」という見出しの百科事典記事はありません（タイトルに「アバウト」を含むページの一覧/「アバウト」で始まるページの一覧）。 代わりにウィクショナリーのページ「アバウト」が役に立つかもしれません。 |